# 西科羅拉多
13°07′00″S 60°32′30″W / 13.11667°S 60.54167°W
西科羅拉多（葡萄牙語：Colorado do Oeste），是巴西的城鎮，位於該國西北部，由朗多尼亞州負責管轄，始建於1981年6月16日，面積1,451平方公里，海拔高度460米，2010年人口18,591，人口密度每平方公里12.81人。